# Slow Riot for New Zerø Kanada
Slow Riot for New Zerø Kanada — первый EP пост-рок группы Godspeed You! Black Emperor. Он был выпущен на монреальском лейбле Constellation Records в 1999 и был переиздан на Kranky Records.

## Обложка
Сложно заметить отсылки к группе на обложке альбома — наружная часть не делает никаких отсылок вовсе. Упоминание названия группы есть лишь в буклете, а название альбома изображено лишь на ребре диска. Названия композиций вообще нигде не перечислены на обложке.
Картонный футляр необычен тем, что открывается в противоположную от обычного CD диска сторону. Связано это с отсылкой к ивриту, который читается справа-налево.
Лицевая сторона альбома содержит еврейские символы, в транслитерации: «Тоху ва Боху» (бесформенность и пустота). Эта фраза употребляется в Книге Бытия 1:2 и Книге пророка Иеремии 4:23, для описания момента когда Бог ещё не создал свет. Точка и тире над буквами называются тропами. Они диктуют мелодию и интонацию в Торе.
Обратная сторона обложки альбома содержит информацию на итальянском языке о том, как приготовить коктейль Молотова.

## Композиции

### Moya
Название композиции, по всей видимости, связано с именем участника группы Майка Мойа.

### BBF3
Название композиции — аббревиатура принадлежащего одному из репортёров прозвища «Blaise Bailey Finnegan III», чей эксцентричный бред составил основу песни. Финеган читает стихотворение якобы написанное им самим. В основе стихотворения лежит песня «Virus» группы Iron Maiden которая была написана их вокалистом Блэйзом Бэйли. Состав группы был не в курсе этого факта на момент выпуска EP.

## Список композиций
| №  | Название | Длительность |
| -- | -------- | ------------ |
| 1. | «Moya»   | 10:51        |
| 2. | «BBF3»   | 17:45        |

## Участники
- Thierry Amar — гитара
- David Bryant — гитара
- Bruce Cawdron — барабаны, перкуссия
- Aidan Girt — барабаны, перкуссия
- Norsola Johnson — виолончель
- Efrim Menuck — гитара
- Mike Moya — гитара
- Mauro Pezzente — бас гитара
- Sophie Trudeau — скрипка